# Zelotes caracasanus
Zelotes caracasanus är en spindelart som först beskrevs av Simon 1893.  Zelotes caracasanus ingår i släktet Zelotes och familjen plattbuksspindlar.
Artens utbredningsområde är Venezuela. Inga underarter finns listade i Catalogue of Life.